# Saison 1 de Father Ted
Cet article présente le guide de la première saison de la série télévisée Father Ted.